# A Night at the Opera (film)
A Night at the Opera is een klassieke Marx Brothers-komedie uit 1935. Groucho Marx, Chico Marx, Harpo Marx, Kitty Carlisle, Allan Jones, Walter Woolf King, Siegfried Rumann en Margaret Dumont spelen de hoofdrollen.
De film werd door George S. Kaufman, Morrie Ryskind, Al Boasberg en Buster Keaton aangepast van een verhaal van James Kevin McGuinness. Sam Wood was de regisseur.
Het was de eerste film die de Marx brothers maakten voor MGM nadat zij bij Paramount weggingen, en de film is een verandering van richting voor de carrière van de broers. In de Paramount films waren de broers veel anarchistischer, een ieder die in hun pad kwam werd op een komische manier aangevallen, of ze het nu verdienden of niet. Producer Irving Thalberg vond echter dat dit de broers onsymphatiek maakte, vooral tegenover het vrouwelijke deel van het publiek. In de MGM films werden de broers afgeschilderd als meer behulpzame individuen. In deze film helpen de broers twee jonge verliefden om zowel in de liefde als in de Operawereld succesvol te zijn.
Omdat het verhaal om opera draaide kreeg MGM de kans om een aantal grote shownummers erin te stoppen, dit was een van de specialiteiten van de studio. Sommige fans van de Marx Brothers zetten zich sterk af tegen deze verandering, maar de film bevatte sommige van de meest grappige sketches van de broers. Deze nieuwe sketches waren eerst op tournee uitgeprobeerd voordat het filmen begon. Een klassieke scène is die in de Stateroom (waar meer en meer mensen in een kleine scheepscabine binnenstappen tot ze wanneer iemand de deur opent allemaal uit de kamer rollen.
De film wordt "cultureel betekenisvol" geacht door het Amerikaanse Library of Congress, en is gekozen voor bewaring in de National Film Registry van de VS.
De Britse groep Queen eerde deze film door een van hun albums ernaar te noemen.

## Rolverdeling
| Acteur                 | Personage                                                         |
| ---------------------- | ----------------------------------------------------------------- |
| Groucho Marx           | Otis B. Driftwood                                                 |
| Chico Marx             | Fiorello                                                          |
| Harpo Marx             | Tomasso                                                           |
| Kitty Carlisle         | Rosa Castaldi                                                     |
| Allan Jones            | Ricardo Baroni                                                    |
| Walter Woolf King      | Rodolfo Lassparri                                                 |
| Sig Ruman              | Herbert Gottlieb                                                  |
| Margaret Dumont        | Mrs. Claypool                                                     |
| Edward Keane           | Captain                                                           |
| Robert Emmett O'Connor | Henderson                                                         |
| Harry Allen            | Doorman                                                           |
| King Baggot            | Dignitary                                                         |
| Marion Bell            | Bit Part                                                          |
| Edna Bennett           | Maid                                                              |
| Stanley Blystone       | Ship's Officer                                                    |
| Al Bridge              | Immigration Inspector                                             |
| Loie Bridge            | Ship Passenger                                                    |
| Lorraine Bridges       | Louisa                                                            |
| Gino Corrado           | First Porter                                                      |
| Gennaro Curci          | Doorman                                                           |
| Olga Dane              | Azucena in "Il Trovatore"                                         |
| Bill Days              | Singer in chorus                                                  |
| Jay Eaton              | Aviator                                                           |
| Bess Flowers           | Ship Passenger                                                    |
| Otto Fries             | Otto, Elevator Operator                                           |
| Bud Geary              | Stagehand                                                         |
| Billy Gilbert          | Passenger asking Fiorello not to play piano                       |
| William Gould          | Police Captain                                                    |
| George Guhl            | Policeman                                                         |
| Jonathan Hale          | Stage Manager in Opera box who announces Gottlieb's disappearance |
| Chuck Hamilton         | Policeman                                                         |
| Eddie Hart             | Policeman                                                         |
| Oscar 'Dutch' Hendrian | Stagehand                                                         |
| Luther Hoobyar         | Ruiz                                                              |
| Rodolfo Hoyos          | Count di Luna                                                     |
| George Irving          | Committeeman                                                      |
| Selmer Jackson         | Committeeman                                                      |
| Jack 'Tiny' Lipson     | Engineer's Assistant                                              |
| Wilbur Mack            | Committeeman                                                      |
| Fred Malatesta         | Stagehand                                                         |
| Jerry Mandy            | Second Porter                                                     |
| Alphonse Martell       | Ship Officer                                                      |
| Edmund Mortimer        | Dignitary                                                         |
| William H. O'Brien     | Backstage Extra                                                   |
| Inez Palange           | Maid                                                              |
| Claude Payton          | Police Captain                                                    |
| Purnell Pratt          | Mayor                                                             |
| Hal Price              | Stagehand                                                         |
| Rita                   | Dancer                                                            |
| Rubin                  | Dancer                                                            |
| Rolfe Sedan            | Aviator                                                           |
| Evelyn Selbie          | Fortune Teller                                                    |
| Phillips Smalley       | Committeeman                                                      |
| Harry Tyler            | Sign Painter                                                      |
| Ellinor Vanderveer     | Shipboard Dinner Party Guest                                      |
| Zuke Welch             | Steward                                                           |
| Leo White              | Aviator                                                           |
| James J. Wolf          | Ferrando                                                          |
| Frank Yaconelli        | Engineer                                                          |